# 朝覲服

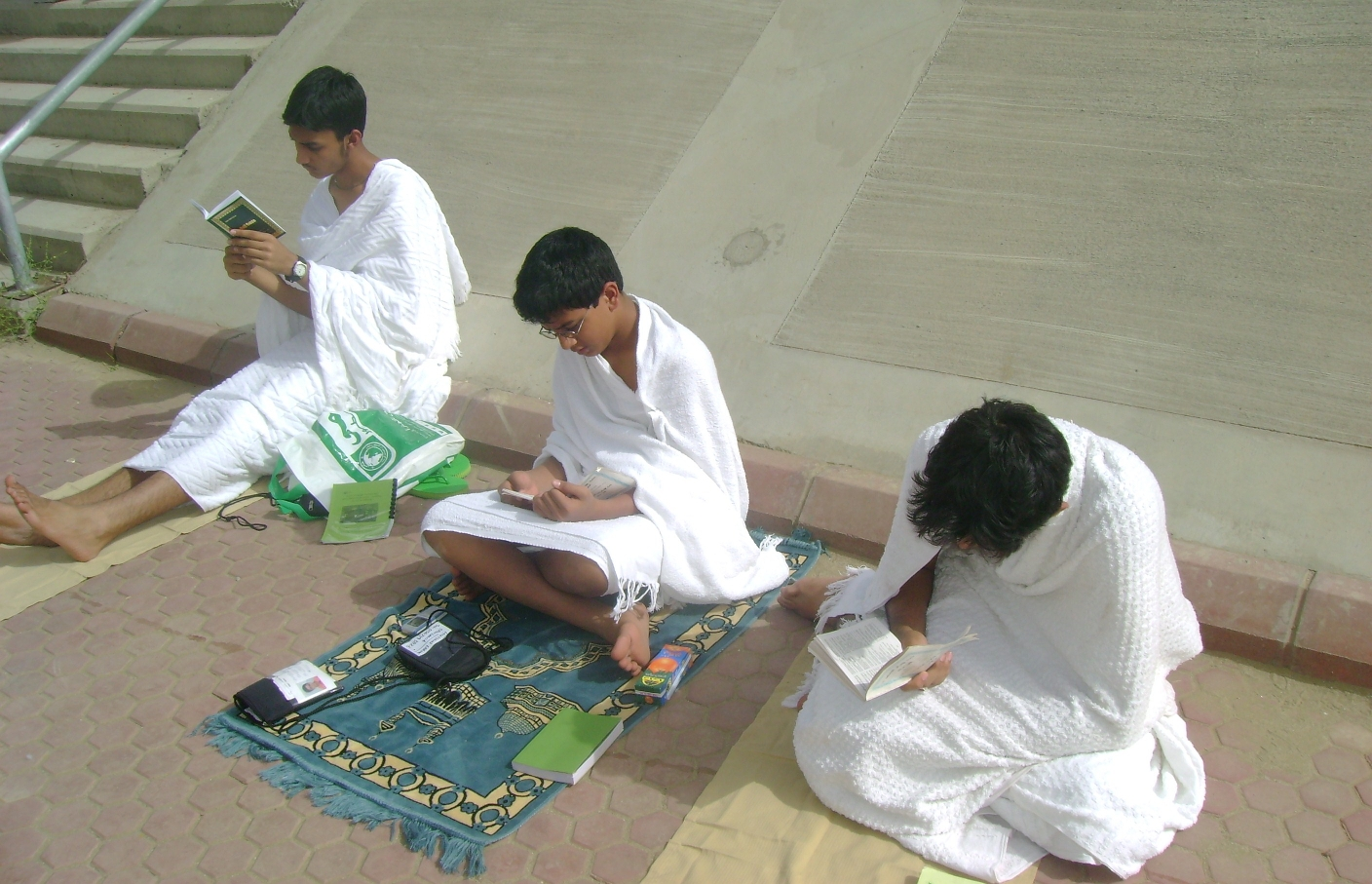
正身穿朝覲服的男孩，照片攝於漢志

朝覲服是穆斯林在朝觐期間要穿的服装。男士的朝覲服通常由两块白色未缝边的白色棉布（材质類似毛巾）组成，而且形制全球统一。 朝覲服的上衣（阿拉伯語：رِدَاء）要裹住上身，下裳用腰带固定，穿朝覲服時還要穿一双凉鞋。不過女士的朝覲服形制並不統一。